# Ermanno Giglio-Tos
Ermanno Giglio-Tos, född den 25 mars 1865 i Chiaverano, Turin, död 18 augusti 1926 i Turin, var en italiensk entomolog.
Mellan 1886 och 1896 studerade Giglio-Tos vid Turins universitet hos Michele Lessona. År 1906 blev han professor i zoologi, anatomi och fysiologi vid Cagliaris universitet. 
Giglio-Tos forskning var inriktad på Diptera, Mantodea, Phasmatodea, Orthoptera och Blattodea. Han beskrev under sin levnadstid släktet Milichiella samt ett stort antal nya arter. Hans samlingar finns vid Turins naturhistoriska museum.

## Lista över några av de arter och underarter som beskrivits av Giglio-Tos
- Amantis fumosana 1915
- Anaulacomera parvula (1898)
- Anaxarcha limbata 1915
- Bolbe nigra 1915
- Caudatoscelis caudata 1914
- Cephalocoema borellii 1894
- Coptopteryx minuta 1915
- Dilatempusa aegyptiaca 1917
- Galepsus feae 1911
- Galepsus trilobus 1911
- Geothespis australis 1916
- Hierodula ralumina 1917
- Hoplocorypha cacomana 1916
- Ligaria dentata 1915
- Miogryllus tucumanensis 1894
- Orthodera gracilis 1917
- Paramantis nyassana 1912
- Parasphendale scioana 1915
- Polyspilota caffra transvaaliana 1911
- Polyspilota comorana 1911
- Polyspilota griffinii 1911
- Polyspilota magna 1911
- Spinopeplus conradi 1898
- Spinopeplus festae 1910
- Tarachodes saussurei 1911